# Almwirtsattel
Der Almwirtsattel (auch: Sattel beim Almwirt) ist ein 1170 m ü. A. hoher Alpenpass der Gleinalpe in der Steiermark. Über ihn führt der sogenannte Diebsweg, der in der Vergangenheit eine bedeutende Abkürzung durch das Gebirge war.

## Lage und Umgebung
Der nördlichste Abschnitt der Gleinalpe wird durch Gräben entlang einer Linie zwischen Leoben und Frohnleiten relativ markant vom Rest des Gebirgszugs abgeteilt. Aus nordwestlicher Richtung schneidet der Gößgraben (der sich in Klein- und Groß-Gößgraben teilt) in das Bergland ein, von Südosten der Gamsgraben. Der nach einer längst geschlossenen Gastwirtschaft benannte Almwirtsattel verbindet den Groß-Gößgraben mit dem Gamsgraben. Auch der etwas weiter südwestlich beginnende Schladnitzgraben führt über den nahen Pöllasattel (1270 m) zum Almwirtsattel. Über diese Sattel und Gräben kann das Gebirge relativ einfach durchquert werden, anstatt den längeren Weg entlang der Mur über das „Murknie“ bei Bruck nehmen zu müssen. Damit war diese sogenannte Diebsweg (siehe unten) in der Vergangenheit für Säumer oder generell Reisende zu Fuß von großer Bedeutung. Der Weg wurde jedoch nie für den Automobilverkehr ausgebaut, die Forststraße über den Sattel ist nicht für den öffentlichen Verkehr freigegeben. Durch den Gößgraben ist die Zufahrt bis kurz vor dem ehemaligen Almwirt möglich, die öffentliche Straße im Gamsgraben endet rund 2,5 km Luftlinie östlich der Passhöhe.
Die Berge zu beiden Seiten des Almsattels sind der zur Hochalpe gehörende Wetterkogel (1643 m) im Norden und der Pöllakogel (1527 m; ein Ausläufer der Fensteralpe) im Süden. Betrachtet man die Hochalpe als eigenständigen Gebirgszug (oder zumindest als Unterabschnitt der Gleinalpe), dann bilden der Almsattel und die genannten Gräben laut amtlicher Landschaftsgliederung der Steiermark die Grenze zwischen den beiden Gebieten. Am Sattel verläuft auch die Grenze zwischen den Bezirken Leoben und Graz-Umgebung.

## Der Diebsweg

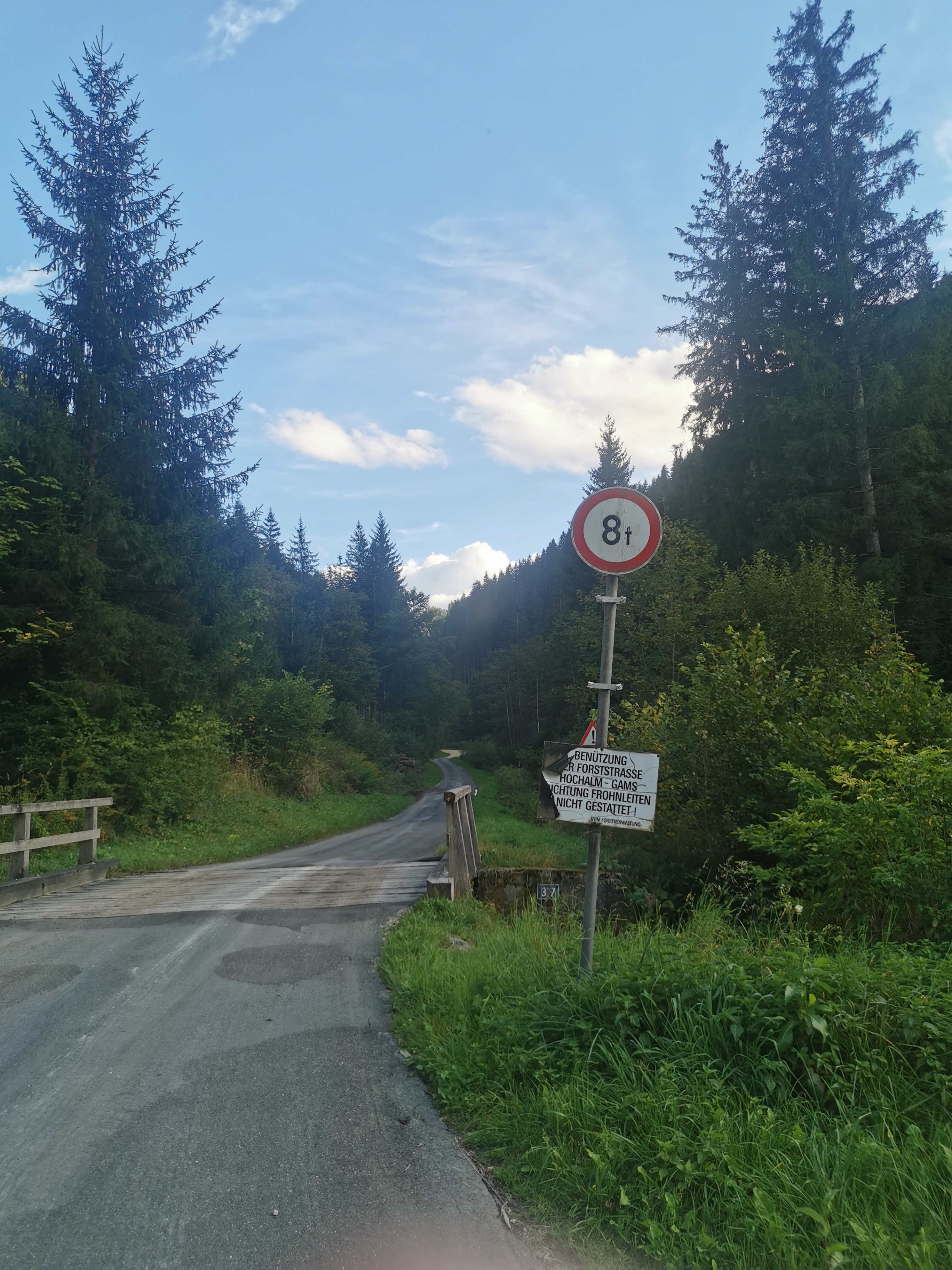
Der Diebsweg auf Leobner Seite an der Gabelung des Gößgrabens. Rechts Hinweistafel, dass die Nutzung der Straße nach Frohnleiten nicht gestattet ist.

Der Weg über den Almwirtsattel trägt – in alten Kartenwerken ebenso wie im amtlichen GIS-Steiermark – die Bezeichnung Diebsweg. Die Gleinalpe trennt die Wirtschaftsräume im Oberen Murtal von jenen des Grazer- und Voitsberger Beckens. Günstige Verbindungen durch das Gebirge waren daher in der Vergangenheit stark frequentiert, nicht nur, wie die Bezeichnung „Diebsweg“ nahelegt, von Kriminellen. Ein Bericht aus dem Jahr 1831 bemisst die Distanz von Frohnleiten über den Almwirtsattel nach Leoben mit rund 11.000 Wiener Klaftern (rund 21 Kilometern), jene auf der damaligen Poststraße im Murtal via Bruck mit rund 23.000 Klaftern (rund 44 Kilometern). Die Wegersparnis betrage also „12.000 Klafter oder drey deutsche Meilen“ (rund 23 Kilometer).  Über die Nachteile des dort als „Fußsteig“ bezeichneten Weges berichtet Josef Andreas Janisch in seinem Topographisch-statistischen Lexikon von Steiermark (1878): „Der Diebsweg ist wegen der bedeutenden Abkürzung im Vergleiche gegen die allgemeine Straße sehr stark begangen, indessen ist er zur Winterszeit wegen der Verwehungen nicht zu passieren, und ebensowenig ist es möglich, ihn dauerhaft in besseren Zustand zu versetzen, da ihn alljährlich die Wässer von den Hochgebirgen total zerstören.“
Die Umgehung von Bruck an der Mur auf derartigen Wegen bedeutete für die Stadt einen finanziellen Verlust, da der Stadt damit Mauteinnahmen bzw. die Umsätze aus dem Stapelrecht entgingen, sodass sie im späten 15. Jahrhundert bei Kaiser Friedrich III. eine Sperre der Übergänge über die Gleinalpe erwirkte. Im Fünften Koalitionskrieg diente der Diebsweg einer Abteilung von Husaren aus den Truppen des österreichischen Generals Ignác Gyulay als nächtliches Einfallstor nach Leoben, wo sie den französischen Intendant für Obersteiermark gefangen nahmen und auf demselben Weg nach Graz führten. Durch den Eisenbahnbau (Südbahn Mürzzuschlag-Bruck-Graz 1844, Bahnstrecke Bruck an der Mur–Leoben 1868) und den weiteren Ausbau der genannten Poststraße, deren Funktion heute von Brucker Schnellstraße und Semmering Schnellstraße übernommen wird, verlor der Diebsweg seine Bedeutung.

### Namensgebung
Der Ursprung der Bezeichnung „Diebsweg“ wurde kontrovers diskutiert. Naheliegend ist der Gedanke an einen unsicheren oder von Kriminellen benutzten Weg, was sich auch auf den genannten Schmuggel beziehen könnte. Es kursierten entsprechende Erzählungen von Räuberbanden, die es „früher“ dort gegeben habe. Auch für den Sattel ist der Name Diebsalm überliefert. Dem kann man entgegenhalten, dass der Weg in der Vergangenheit allgemein bekannt und entsprechend frequentiert war, also nicht die für kriminelle Aktivitäten nötige Heimlichkeit hatte. Die ältesten überlieferten Namensformen Am Dewpperg (1441) und Dewpekh (1499; vgl. Egg) beziehen sich jeweils auf einen Berg. Nach dieser These wäre eine daraus abgeleitete Bezeichnung wie Dewppergweg zu Dewpweg verkürzt und schließlich zu Diebsweg umgedeutet worden. Ursprung des Namens Dewpperg könnte ein Personenname wie Deupo, Tiupo o. Ä. sein.